# Лондонская академия музыкального и драматического искусства
Лондонская академия музыкального и драматического искусства (англ. London Academy of Music and Dramatic Art, LAMDA) — ведущая британская драматическая школа, основана в 1861 году. Расположена на западе Лондона.

## История
Лондонская академия музыкального и драматического искусства была основана Генри Уайлдом в 1861 году. Сначала главной целью этого заведения было обучение и проведения экзаменов по разным музыкальным дисциплинам.
В 1904 году школа объединилась с несколькими другими музыкальными учреждениями Лондона, а именно: Лондонская музыкальная школа (основана 1865), музыкальный колледж Forest Gate (основан в 1885 г.), Музыкальный колледж Metropolitan (основанная в 1889 г.). Позже к академии присоединилась Академия Хэмпстед.
Под руководством Уилфрида Фоулиса, в 1935 году академия получила свое настоящее имя. В 1939 году она закрылась из-за начавшейся войны, и когда академия вновь открылась в 1945 году, она больше не оказывала музыкального образования.

## Знаменитые выпускники
См. категорию Выпускники Лондонской академии музыкального и драматического искусства